# Ouă verzi cu șuncă (serial)
Ouă verzi cu șuncă (în engleză Green Eggs and Ham) este un serial de desene animate bazat pe cartea pentru copii cu același nume de Dr. Seuss.
Premiera a avut loc pe 8 noiembrie 2019 pe Netflix. Al doilea și ultimul sezon, care are subtitlul A doua porție, și este o adaptare a cărții The Butter Battle Book, a avut premiera pe 8 aprilie 2022.

## Premisa
În sezonul 1, Sam-I-Am fură animalul rar Girafăina de la zoo, spunând că vrea să ducă animalul înapoi la habitatul său natural. Dupa ce își schimbă din greșeală geamantanul său care are animalul înăuntru cu cel al inventatorului Guy-Am-I, cei doi au parte de o aventură de călătorie cu E.B., o fetiță care vrea să adopte animalul, și mama ei Michellee, de care Guy se îndrăgostește. Cei patru sunt urmăriți de Snerz, un colecționar și braconier scund, bogat, arogant și malefic, care vrea să prindă pe animal (poreclit domnul Jenkins de E.B.); doi oameni misterioși, McWinkle și Gluntz, care vor să-l aducă pe domnul Jenkins la șeful lor, Omul cel mare; și Capra, vânătorul de recompense al lui Snerz.

## Personajele

### Personaje principale
- Guy-Am-I
- Sam-I-Am
- Naratorul
- Michellee
- E.B.

### Personaje introduse în sezonul 1
- Dl. Hervnick W. Snerz
- McWinkle
- Gluntz
- Capra
- Dl. Jenkins
- Yes-Man
- Michael
- Squeaky
- Căpitanul Walter Bigman
- Rechinul din piscină

### Personaje introduse în sezonul 2
- Pam-I-Am
- Sylvester
- Philip Trousers
- Snalfred
- Dna. Marylin Blouse
- Ducesa Zookiei
- Ducele Yookiei
- Looka Ba-Dooka
- Gobo
- Bo
- Urmăritorul lui Guy

## Episoade
| Premiera originală        | N/o | Titlu român                      | Titlu englez                      |
| ------------------------- | --- | -------------------------------- | --------------------------------- |
|                           |     |                                  |                                   |
| SEZONUL 1                 |     |                                  |                                   |
|                           |     |                                  |                                   |
| 08.11.2019                | 01  | Aici                             | Here                              |
|                           |     |                                  |                                   |
| 08.11.2019                | 02  | Mașina                           | Car                               |
|                           |     |                                  |                                   |
| 08.11.2019                | 03  | Trenul                           | Train                             |
|                           |     |                                  |                                   |
| 08.11.2019                | 04  | Vulpea                           | Fox                               |
|                           |     |                                  |                                   |
| 08.11.2019                | 05  | Întuneric                        | Dark                              |
|                           |     |                                  |                                   |
| 08.11.2019                | 06  | Cutia                            | Box                               |
|                           |     |                                  |                                   |
| 08.11.2019                | 07  | Șoarecele                        | Mouse                             |
|                           |     |                                  |                                   |
| 08.11.2019                | 08  | Ploaia                           | Rain                              |
|                           |     |                                  |                                   |
| 08.11.2019                | 09  | Capra                            | Goat                              |
|                           |     |                                  |                                   |
| 08.11.2019                | 10  | Casa                             | House                             |
|                           |     |                                  |                                   |
| 08.11.2019                | 11  | Barca                            | Boat                              |
|                           |     |                                  |                                   |
| 08.11.2019                | 12  | Acolo                            | There                             |
|                           |     |                                  |                                   |
| 08.11.2019                | 13  | Oriunde                          | Anywhere                          |
|                           |     |                                  |                                   |
| SEZONUL 2 - A DOUA PORȚIE |     |                                  |                                   |
|                           |     |                                  |                                   |
| 08.04.2022                | 14  | Identitatea mamei                | The Mom Identity                  |
|                           |     |                                  |                                   |
| 08.04.2022                | 15  | Un spion care aflase prea multe  | Tinker Taylor Mother Spy          |
|                           |     |                                  |                                   |
| 08.04.2022                | 16  | Goldenguy                        | Goldenguy                         |
|                           |     |                                  |                                   |
| 08.04.2022                | 17  | Cele trei zile ale mamadorului   | Three Days of the Mom-dor         |
|                           |     |                                  |                                   |
| 08.04.2022                | 18  | Către Yookia, cu dragoste        | To Yookia With Love               |
|                           |     |                                  |                                   |
| 08.04.2022                | 19  | Mamă, a doua șansă               | You Only Mom Twice                |
|                           |     |                                  |                                   |
| 08.04.2022                | 20  | Coordonata Guyfall               | Guyfall                           |
|                           |     |                                  |                                   |
| 08.04.2022                | 21  | Sam care venea din frig          | The Sam Who Came in From the Cold |
|                           |     |                                  |                                   |
| 08.04.2022                | 22  | În slujba Majestății Sale Ducesa | On Her Dookess' Secret Service    |
|                           |     |                                  |                                   |
| 08.04.2022                | 23  | Mama care mă iubea               | The Mom Who Loved Me              |